# スリュムの歌

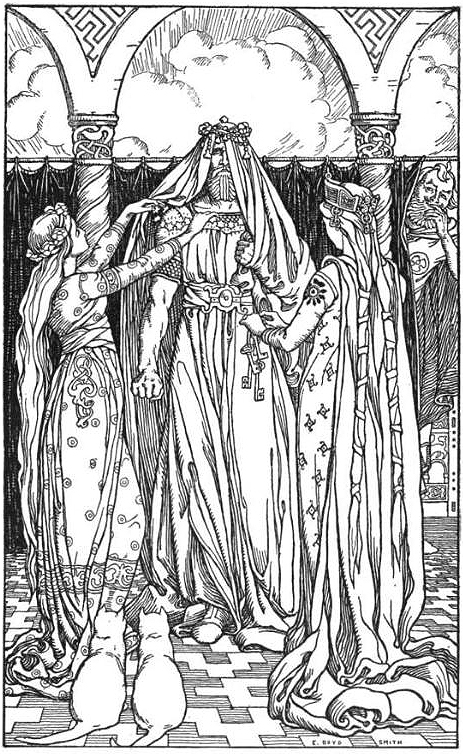
嫁入り姿を装ったトール神 ―エルマー・ボイド・スミス画。アビー・ファーウェル・ブラウン編『A Book of Norse Tales』（1902年）

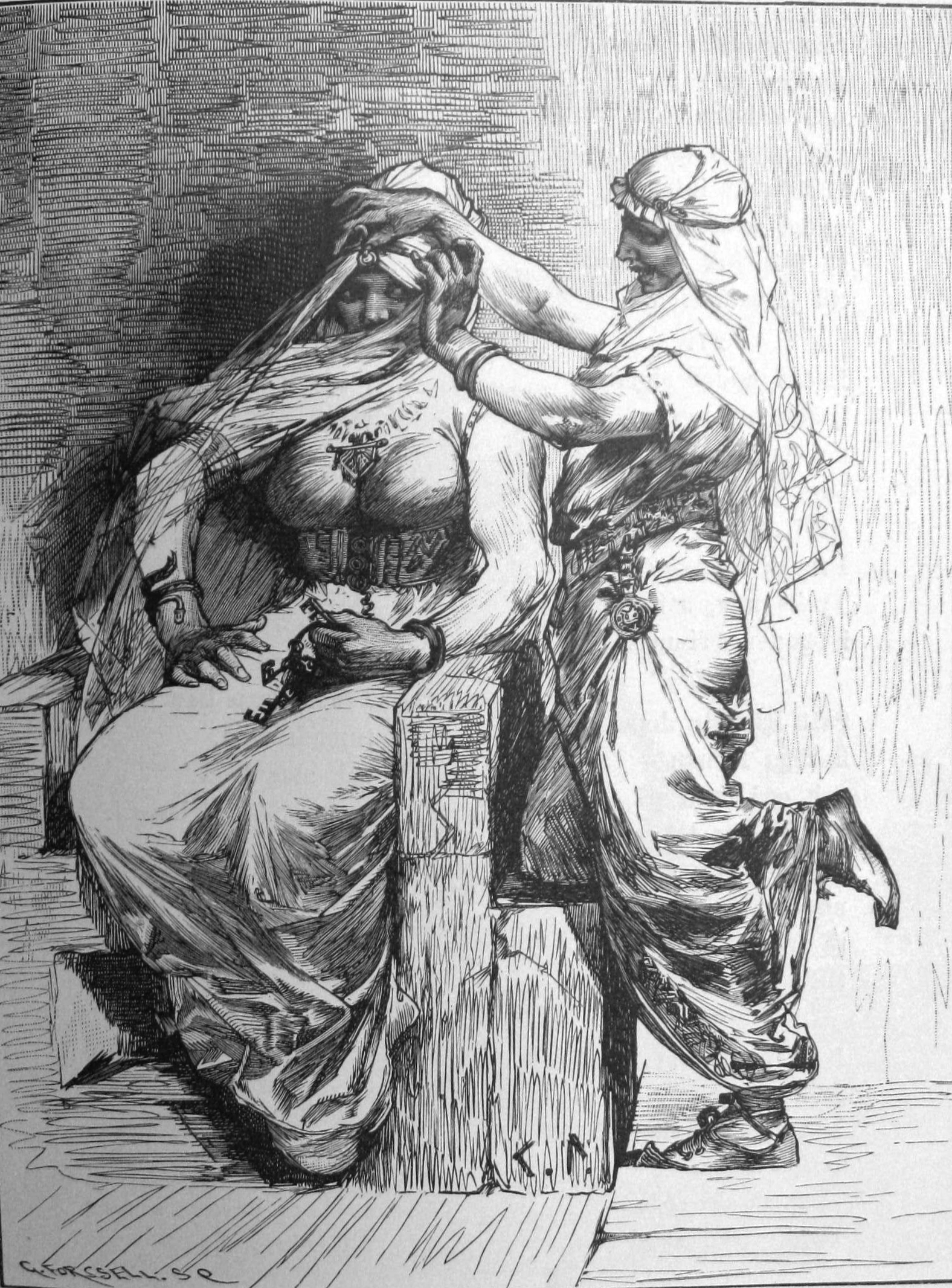
トールの女装を、花嫁付添人の姿のロキが手伝う―カール・ラーション画・グンナー・フォシェッル刻。Fredrik Sander 編スウェーデン語版『詩のエッダ』（1893 年）

『スリュムの歌』（スリュムのうた、古ノルド語: Þrymskviða）は、『詩のエッダ』に収められる一編の詩。 トール神が鎚を巨人（スリュム）に奪われ、その身代としてフレイヤ女神を妻に差し出せと要求されるが、トールが女神になりすまして奪還を果たす話。北欧神話の逸話として、スカンジナビアでは19世紀まで人気の衰えない題材として、語り継がれ、謳われてきた。

## 粗筋
『スリュムの歌』のあらましは次の通りである。ある日のこと、トールが目覚めてみると破壊鎚ミョッルニルがなくなっていた。トールはまずロキにこのことを打ち明け、鎚が盗まれたことはまだ誰も知らぬ、と告げる。二人はフレイヤの宮廷にいき、女神の羽衣を借りたいと談判し、女神は、たとえ黄金や銀のものとても貸してしんぜましょう、と答え、ロキが羽衣を着て風切り音を立てて神界を離れ、巨人界（ヨートゥンヘイム）を訪れる。
そこには巨人の王スリュムが丘（墳丘墓）に座り、犬用の黄金の首飾りを編み、馬のたてがみを切りそろえていた。ロキが、トールが鎚を紛失した話を振ると、スリュムは自分が奪い、地下8マイルに埋めたという。もし返還を望むなら、フレイヤを自分の嫁に差し出せ、と要求する。ロキは羽衣をまとって神界に戻る。
トールは、ロキが空に舞うまま、すぐさま次第を語れと要求する（「座した者は話を抜かし、横臥した者はでたらめをほざく」ゆえ、だという）。ロキは苦労なれど、成果ありといい、スリュムが鎚を持っており、フレイヤの婚姻がならねば手放さない所存だと報告した。二人してフレイヤに花嫁衣裳を来て巨人国へ連れて行く、と告げると、女神は大いに憤慨し、アース神殿が震え、ブリーシンガメン（「ブリーシンガルの首飾り」） が飛んだ。フレイヤは、もし巨人に嫁ごうものならば、自分は最大級の男狂いとなってしまうではないか、と縁談をにべもなく拒否。
そこで神々は会合（シング）を開き、打開策を検討。ヘイムダルが、トールに花嫁衣装を着せ、 ブリーシンガメンの首飾り（ネックレスまたはネック＝リング）をつけさせて、（偽フレイヤとして）送り出そう、と提案。トールは、そんなことしたら「女々しい」呼ばわりされてしまう、と渋るが、ロキ（「ラウヴェイの息子ロキ」という母称形で呼ばれる）がとりなし、なんとか鎚を取り返さないと、神界は巨人に乗っ取られてしまう、といい、自分も侍女に扮して付き添うから、と説得した。
トールが御すヤギの牽く戦車に二人は乗り込み、巨人国ヨートゥンヘイムにやって来た。スリュムは配下の巨人たちに命じて、（広間の）ベンチに藁を敷かせた。スリュムは、自分が多くの家畜や財宝、多くの首飾りを所有するが、フレイヤこそが欠けていたものなり、と演説ぶる。
女装した二人の男神（偽フレイヤのトールと偽侍女のロキ）は、饗応でもてなされるが、トールの暴食と鯨飲があまりなので（牡牛まる1頭、鮭8匹、珍味、蜂蜜酒3樽）、怪しまれるが、ずる賢い侍女さながら のロキが、「花嫁は巨人国へ来たさあまりに、8日間も断食したのです」、などとうまく言い訳した。するとスリュムは、花嫁のヴェールをめくりあげてキスしようとしたが、後ずさり、「なんて恐ろしい目をしているんだ、まるで炎が燃えているようだぞ」と仰天した。これもまた侍女ロキが待ち焦がれて8日間、一睡もしなかったせいです、とごまかした。
ここにスリュムの姉が現れ、花嫁から贈物として赤い腕輪（金無垢の腕輪）をいくつか、ねだった。するとスリュムは、「花嫁を祝福するために鎚を持ってこい、ミョッルニルをその膝に置くのだ。ヴァール（契りの神）の手のもとに、（皆ども）（われら夫婦を）一緒に祝福せよ」と命じた。トールは鎚を見とがめて内心笑わずにおれなかった、そして（鎚を手に取り）、スリュムを打ち（討ち）、巨人族をことごとく殴り（殺し）、姉も打（討）った。かくしてオージンの息子は鎚をとりもどした、と締めくくられる。

## 年代特定
『スリュムの歌』の成立時期については、これまで学究の意見が割れている。一部の専門家は、『スリュムの歌』を最古級のエッダ詩で、多神教時代、西暦900年ごろの産物としてきたが、これは今では少数意見である。
多くの学者は、これを13世紀前半成立の新しい詩作としているが、その根拠はそれぞれ違っている（大まかに4種の理由が挙げられる）。 なかでもヤン・デ・フリースはキリスト教化時代に書かれたゲルマン神格のパロディ作品と位置づけている。
古い作品と思われたひとつの理由は古風な言葉づかいで、特に不変化詞 "of/af" を多用する様式がそうであり、古い年代の否定者（スウェーデンのピーター・ハルベリ）は、この点をないがしろにして反論すらしていない、と指摘される。フィンヌル・ヨウンスソンも、古作の論者であり、多神教時代の風習が描かれていると指摘し、たとえば胸に宝石が垂れ下がるような首飾りは、キリスト教時代にはすたれていた、と論じた。

## 分析
この粗筋は、民話型のATU分類 1198b "雷器の盗難
The Theft of the Thunder-Instrument" （または単に"雷の器物 Thunder's Instrument"）に該当する典型例である。

## バラッド
スカンジナビア各地では中世か近世に成立した古謡（バラッド）のかたちで、この物語が歌い継がれている。これらのバラッド群は、The Types of the Scandinavian Medieval Ballad（TSB）のカタログで E 126 型に分類されている。すなわちデンマーク語のの「海宮（ハウスゴー）のトード」 （Tord af Havsgaard、DgF 1、 § デンマーク版参照）、スウェーデン語の「トールの鎚回収」（"Tors hammarhämmtning"、(SMB 212）、ノルウェー語の「トーレカル」（Torekall、NMB 188）、およびアイスランド語のリームル「Þrymlur」（1350–1450）である。

### デンマーク版
デンマーク語のバラッド、「海宮（ハウスゴー）のトード」 （Tord af Havsgård、DgF 1）は、幾つかの稿本があり、1A B Ca–c本に分類される
A本の英訳は、プライアーが「Thor of Asgard」（1860年）、E・M・スミス＝ダンピアが「Thord of Hafsgaard」（1914年）を発表している。1A本では、主人公のトードが緑の草原を馬で駆けており、その黄金の鎚はしばらく失われていた。第1連の最後には、「よってある男は、烈婦を勝ちえることとなる」という文句が掲げられるが、これはトード自身（あるいは「老父」）が、新婦に仮装する展開を示唆している、と考察されている。
トードは兄弟のロッケ・ライマン（Lokke Leymand 、「道化師ロッケ」の意）に語りかけ、ノーレフィェルNørrefjeld（「北の台地」）に行って鎚の行方を探ってこいと言いつけた。ロッケは羽衣をフレイヤから借りて、「巨人の長」（"tossegreven"）を訪れる。巨人の長は、鎚を地中 55 ファゾム （「15と40 ファゾム」）の深くに埋めてしまった、返してほしければ、妹フライエンスボーグ（原文 Fredens-borgh、改訂 Freiensborg） を嫁にさしだせと要求。ロッケが帰って報告すると、気位高い彼女はベンチから飛び上がり、「キリスト教者に嫁がせておくれ、醜いトロルなどでなく」と言った、提案として「我らの老父」の髪をくしけずって、娘に仕立て上げ、北の台地に送りだせばよい、と提案する。ここで「我らが老父」は意外で、ふつうなら「我らが兄」というはずであるが、「老父」というのは「雷神」の呼称なので、結局、嫁入りの女装をしたトードのことを指している、と解釈される。宴がひらかれ、エッダ詩とおなじく、偽嫁はすさまじい食欲で牡牛まる1頭や他の食べ物を暴食する。大食いで巨人の不審を買い、ロッケがやはり（エッダ詩とほぼ同一の言い訳で）言い繕う。この頃合いで、8人の勇者が木にのせて鎚を担いで来て、偽嫁の膝に載せた。トードは鎚をふるい、巨人の長を殺した。

### スウェーデン版
スウェーデン版のバラッドは、17世紀には口碑が採集されている。スウェーデン版（Ab本、標準化綴り）では、トール神らしきはTorkar、ロキにあたるのがLocke Lewe。フレイヤ女神にあたるのがFrojenborgで、スリュム相当が Trolletramである。
デンマーク語版では、3柱の神に相当する任物らは兄弟（兄妹）関係だと明言されるが、こちらのスウェーデン語版では血縁ではないような言い回しに変っている。すなわち Torkar は Locke のことを「雇われた使用人」（ "legodrängen min"、第2連）と呼び、そして敵から嫁にもらうと強要されるのは「乙女フロイェンボリ」（仮カナ表記、原文 jungfru Frojenborg）であって、デンマーク版で「お前らの妹」（デンマーク語: jer søster、C本第7連）を求められるのと異なる。
Trolletram は、Torkar の鎚を、やはり「15と40ファゾム」地中に埋めており、Locke に"やつの鎚は取り戻せないぞ/やつが乙女のFrojenborgをよこすまで"という返事を伝えるように云う。

### ノルウェー版
ノルウェー版「Torekall」も、英訳（"Thorekarl of Asgarth"）が刊行されている。

## オペラ
アイスランド語初のフル・オペラ作品が、ヨウン・アウスゲイルソン作の『Þrymskviða』で、初演は1974年、アイスランド国立劇場でおこなわれた。台本は『スリュムの歌』が土台となっているが、他のエッダ詩の内容も継ぎ足されている。

## 銅像

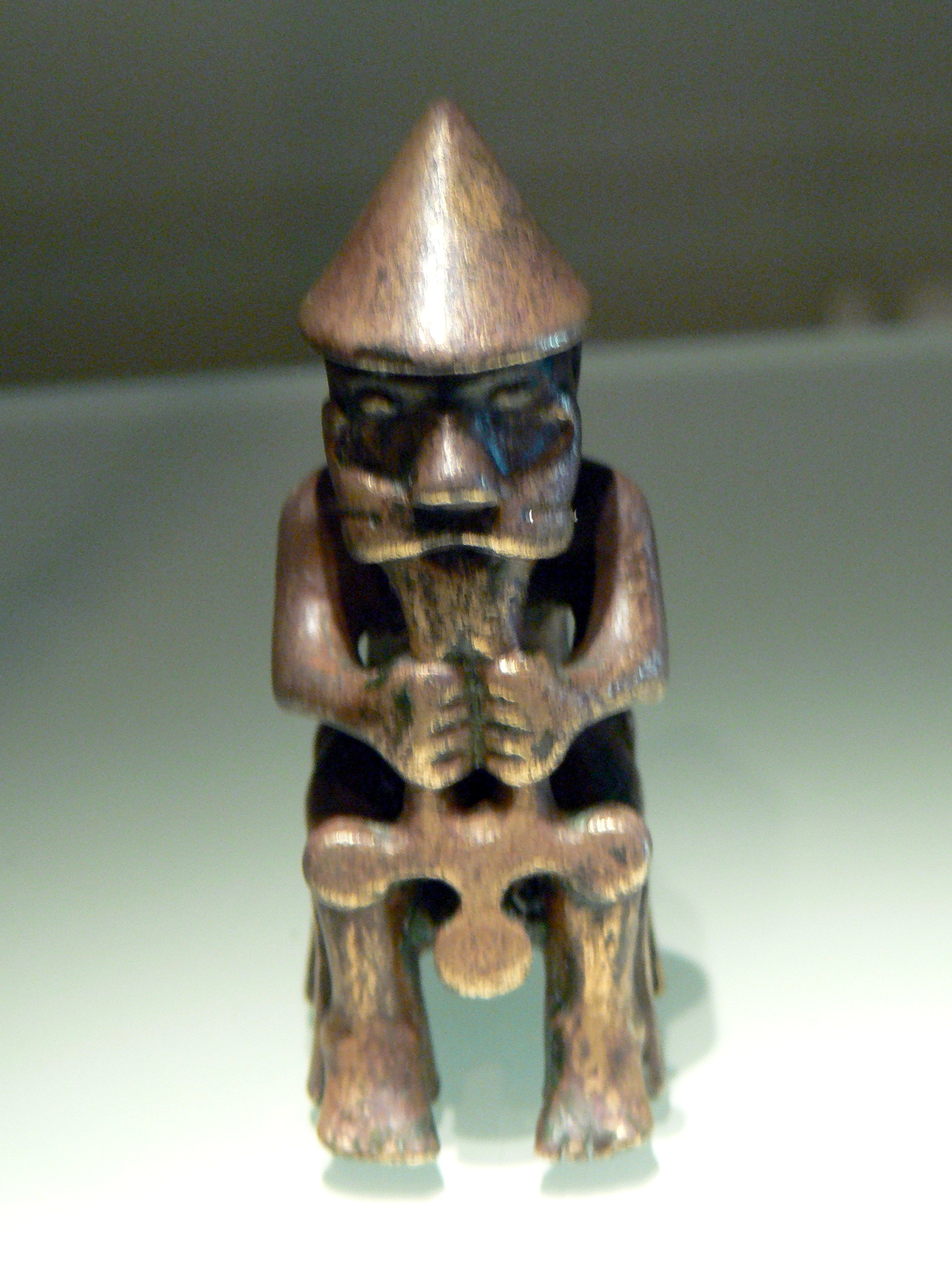
トール神をかたどるエイラルランド像 （10世紀、アイスランドで出土）

坐するトール神をかたどる高さ 6.4 cm 程の銅像が、アイスランドのアークレイリ近郊の出土現場の農場名にちなんで「エイラルランド豆像」と呼ばれる。推定1000年ごろの作。アイスランド国立博物館に展示される。トールはミョッルニルの鎚（アイスランドの作風として十字架のような形）を持つ。一説によれば、『スリュムの歌』の話にある、婚姻式の場でトールが座って、鎚を両手でつかむ場面を描写したものだという。